# Skały (województwo mazowieckie)
Skały – kolonia w Polsce położona w województwie mazowieckim, w powiecie ostrowskim, w gminie Ostrów Mazowiecka.
W latach 1975–1998 miejscowość położona była w województwie ostrołęckim.